# Cafundó (película de 2005)
Cafundó es una película brasileña de 2005, de género de drama, dirigida por Clóvis Bueno y Paulo Betti. La película fue rodada en 2003 en cuatro ciudades de Paraná, todas en la región de Ponta Grossa.

## Sinopsis
La película es una obra de ficción inspirada en un personaje real del siglo XIX, un exesclavo y "hacedor de milagros" de Sorocaba, John de Camargo, que creó una iglesia.

## Reparto
- Lázaro Ramos .... João de Camargo
- Leona Cavalli .... Rosario
- Leandro Firmino .... Cirino
- Alexandre Rodrigues .... Natalino (adulto)
- Ernani Moraes .... coronel João Justino
- Luís Melo .... monseñor João Soares
- Renato Consorte .... ministro
- Francisco Cuoco .... obispo
- Abrahão Farc .... juez
- Chica Lopes .... Joao Mal

## Producción
La película fue rodada en el estado de Paraná, especialmente en las regiones de Curitiba,  Castro,  Lapa, Paranaguá y Ponta Grossa.

## Premios de cine
Festival de Películas 2005
- Ganó en las categorías de Mejor actor (Lázaro Ramos), Mejor dirección de arte y Mejor fotografía.
- Ganó el Premio Especial del Jurado en la categoría de Mejor Película Brasileña de 35mm.
- Nominado a la categoría Mejor película.

Los Angeles Pan African Film Festival 2006
- Mención de honor recibida.